# میگل ایلرا
میگل ایلرا (انگلیسی: Miguel Llera؛ زادهٔ ۷ اوت ۱۹۷۹) بازیکن فوتبال اهل اسپانیا است.
از باشگاه‌هایی که در آن بازی کرده‌است می‌توان به باشگاه فوتبال شفیلد ونزدی، باشگاه فوتبال هرکولس، باشگاه فوتبال چارلتون اتلتیک، باشگاه فوتبال رکریتیوو اوئلوا، باشگاه فوتبال اسکانتورپ یونایتد، باشگاه فوتبال بلکپول، باشگاه خیمناستیک تاراگونا، باشگاه فوتبال میلتون کینز دونز، و باشگاه فوتبال برنتفورد اشاره کرد.